# Огден (Нью-Йорк)
Огден (англ. Ogden) — місто (англ. town) в США, в окрузі Монро штату Нью-Йорк. Населення — 20 270 осіб (2020).

## Демографія
Згідно з переписом 2010 року, у місті мешкало 19 856 осіб у 7396 домогосподарствах у складі 5457 родин. Було 7660 помешкань
Расовий склад населення:
| - 94,5 % — білих - 2,3 % — чорних або афроамериканців - 0,8 % — азіатів - 0,2 % — корінних американців |

До двох чи більше рас належало 1,6 %. Частка іспаномовних становила 2,8 % від усіх жителів.
За віковим діапазоном населення розподілялося таким чином: 23,3 % — особи молодші 18 років, 64,3 % — особи у віці 18—64 років, 12,4 % — особи у віці 65 років та старші. Медіана віку мешканця становила 40,6 року. На 100 осіб жіночої статі у місті припадало 94,0 чоловіків;  на 100 жінок у віці від 18 років та старших — 90,6 чоловіків також старших 18 років.
Середній дохід на одне домашнє господарство  становив 88 582 долари США (медіана — 74 159), а середній дохід на одну сім'ю — 102 612 долари (медіана — 89 318). Медіана доходів становила 58 184 долари для чоловіків та 42 587 доларів для жінок. За межею бідності перебувало 7,4 % осіб, у тому числі 10,6 % дітей у віці до 18 років та 3,2 % осіб у віці 65 років та старших.
Цивільне працевлаштоване населення становило 11 034 особи. Основні галузі зайнятості: освіта, охорона здоров'я та соціальна допомога — 29,2 %, виробництво — 16,3 %, науковці, спеціалісти, менеджери — 11,3 %, роздрібна торгівля — 9,1 %.